# Jail Bait
Jail Bait è un film noir americano del 1954 diretto da Edward D. Wood Jr., tratto da una sceneggiatura scritta dallo stesso Wood e da Alex Gordon.
Del cast fanno parte, tra gli altri, Timothy Farrel, nel ruolo del gangster che si sottopone ad un intervento di chirurgia plastica per sfuggire alla polizia e il famoso culturista Steve Reeves, futuro divo del peplum italiano, qui alla sua prima interpretazione. Le riprese, che durarono alcune settimane, ebbero luogo nel sud della California e furono effettuate solo di notte per conferire alla pellicola un'atmosfera cupa tipica del genere noir, del quale la trama presenta alcuni temi caratteristici quali la chirurgia plastica e il furto di identità.

## Trama
Don Gregor, il figlio di un chirurgo plastico, è incarcerato dalla polizia per detenzione illegale di arma da fuoco. L'ispettore e il luogotenente Lorenzo sospettano che il ragazzo sia socio del bandito Vic Brady. La sorella di Don, Marilyn, riesce a far scarcerare il fratello e non rivela nulla al padre. Il Dott. Gregor è consapevole della vita segreta di suo figlio, ma crede che Don sia in fondo una brava persona e che metterà la testa a posto. Brady progetta un furto in un teatro: Don è riluttante all'idea e non vorrebbe essere coinvolto, ma è intimorito da Brady. Durante il furto, Don uccide un sorvegliante notturno e Brady ferisce il contabile del teatro, scappando poi col libro paga del teatro. Brady teme che Don possa tradirlo e rivolgersi alla polizia, così lo uccide nascondendo il suo corpo in un armadio.
Per eludere la polizia, Brady decide di sottoporsi ad un intervento di chirurgia plastica, perciò contatta il Dott. Gregor, dicendogli che terrà suo figlio in ostaggio sino a che l'operazione non sarà terminata. Il Dott. Gregor inizia l'intervento nell'appartamento di Brady, ma scopre il cadavere di suo figlio nell'armadio: cerca di controllarsi e finire l'operazione. Due settimane più tardi, quando le bende di Brady vengono rimosse, si scopre che le caratteristiche facciali di Brady sono uguali a quelle di Don. La polizia arriva col contabile del teatro che identifica "Don" come l'uomo che uccise il sorvegliante serale. Brady cerca di scappare, ma muore in una sparatoria con la polizia.

## Produzione
Il film, originariamente intitolato The Hidden Face, fu prodotto dalla Howco i cui proprietari Joy Newton Houck Sr. e J. Francis White possedevano una propria catena di cinema nel sud degli USA. Jail Bait si ispira a Let 'Em Have it (1935), prodotto da Edward Small, nel quale si narra la storia di un gangster che si sottopone ad un intervento di chirurgia plastica per sfuggire alla polizia.
La sceneggiatura fu scritta a quattro mani da Edward D. Wood Jr e da Alex Gordon al quale, secondo Rob Craig, autore di "Ed Wood, Mad Genius: A Critical Study of the Films", sarebbero da attribuire la maggiore chiarezza e coerenza della trama rispetto agli altri lavori del regista. La colonna sonora del film, precedentemente utilizzata per Mesa of Lost Women (1953), fu composta da Hoyt Curtin.
Il ruolo del Dottor Gregor, che fu di Herbert Rawlinson, era stato originariamente pensato per Bela Lugosi. Rawlinson, star dell'era del cinema muto, morì la notte seguente al termine delle riprese a causa di un carcinoma del polmone.
La performance di Cotton Watts non fu filmata dal regista che utilizzò una ripresa fornitagli dalla casa di produzione di uno degli spettacoli del comico che si esibì dal 1947 al 1959 nei nightclubs di Panama City Beach in Florida. Cotton Watts fu uno degli ultimi comici del genere blackface a godere di una certa fama. Il blackface perse di popolarità in seguito alla II Guerra Mondiale e all'attività del African-American Civil Rights Movement. L'inclusione della performance fu forse dovuta alla presunzione che questa avrebbe incontrato i gusti del pubblico degli stati del profondo sud degli USA dove il film fu principalmente distribuito. Il filmato col numero di Watts era stato precedentemente utilizzato nel film Yes sir, Mr. Bones (1951).